# Nonchaloir
Nonchaloir, ook wel Repose getiteld, is een schilderij van de Amerikaanse kunstschilder John Singer Sargent uit 1911. Het is een portret van zijn nichtje Rose-Marie Ormond, die languit op een sofa ligt. Het werk bevindt zich sinds 1948 in de collectie van de National Gallery of Art te Washington D.C.

## Context
In 1911 verbleef Sargent een periode in Zwitserland, bij zijn zus Violet (1870-1955), die gehuwd was met Francis Ormond, zoon van een rijke Zwitserse sigarenfabrikant. Dit verblijf mag opmerkelijk heten aangezien Sargent nooit erg enthousiast was geweest over de huwelijkspartner van haar zus, zoals de familie Sargent sowieso liever had gezien dat Violet met een Amerikaan was getrouwd.
Violet en Francis Ormond hadden twee kinderen, Rose-Marie (1893-1918) en Conrad. Tijdens zijn verblijf in Zwitserland portretteerde Sargent de toen amper 18-jarige Rose-Marie in Nonchaloir. Het leven van Rose-Marie, die als een gevoelig meisje werd omschreven, ook gedichten schreef, kende een tragische afloop. In 1913 huwde ze met de Fransman Robert André-Michel. Een jaar later, bij het uitbreken van de Eerste Wereldoorlog, moest hij echter dienst nemen in het Franse leger en kwam nog in hetzelfde jaar om bij Soissons. Rose-Marie nam vervolgens vrijwillig dienst als verpleegster in een ziekenhuis voor blinde oorlogsslachtoffers te Reuilly. Op 29 maart 1918 kwam ze te Parijs om het leven bij een bombardement op de Église Saint-Gervais-Saint-Protais, 24 jaar oud. Ze werd geïdentificeerd aan de hand van haar huwelijksring.

Sargent: Gassed, 1918, Imperial War Museum.

Sargent was erg aangedaan door Rose-Marie's dood. Ter nagedachtenis aan haar schilderde hij in 1919 zijn imposante, zes meter brede Gassed, waarop een aantal door mosterdgas getroffen en blind geworden Britse soldaten in processie achter elkaar lopen. Het werk werd opgenomen in het Imperial War Museum te Londen, waar het nog steeds te zien is.

## Afbeelding
Sargent schilderde Nonchaloir waarschijnlijk louter voor zijn eigen genoegen. Zijn nichtje Rose-Marie ligt elegisch, loom en languit op een pluche sofa in een weelderig interieur, mogelijk in een hotel, zich overgevend aan dromerijen. Sargent gaf haar de bijnaam Intertwingle vanwege de ineengestrengelde houdingen waarin ze vaak zat of lag, zoals ook in dit portret herkenbaar is.
Het werk ademt zowel luxe als nonchalance uit. De weelderige crème-kleurige jurk en kasjmier-wollen sjaal van Rose-Marie, als ook de met goud bezette marmeren tafel en de overdadige lijstrand boven haar, geven het werk een decadente uitstraling.
Sargent schilderde Nonchaloir waarschijnlijk louter voor zijn eigen genoegen, in elk geval niet in opdracht. Vanaf 1907 zou het traditionele portretteren van vooraanstaande rijke opdrachtgevers een beetje afzweren, om wat meer te experimenteren met compositie-mogelijkheden en vrijere poses. Het kleurenschema is evenwichtig en zorgvuldig gekozen, evenals de vlakverdeling. De drukke gewaden, die bijna het halve doek vullen, contrasteren met het kalme, rustende meisje. Wel net als in eerdere werken laat hij nog wel ten volle zijn buitengewone vaardigheid zien in het weergeven van texturen, waarbij hij voortdurend speelt met de wisselende lichtinval en schaduwen.

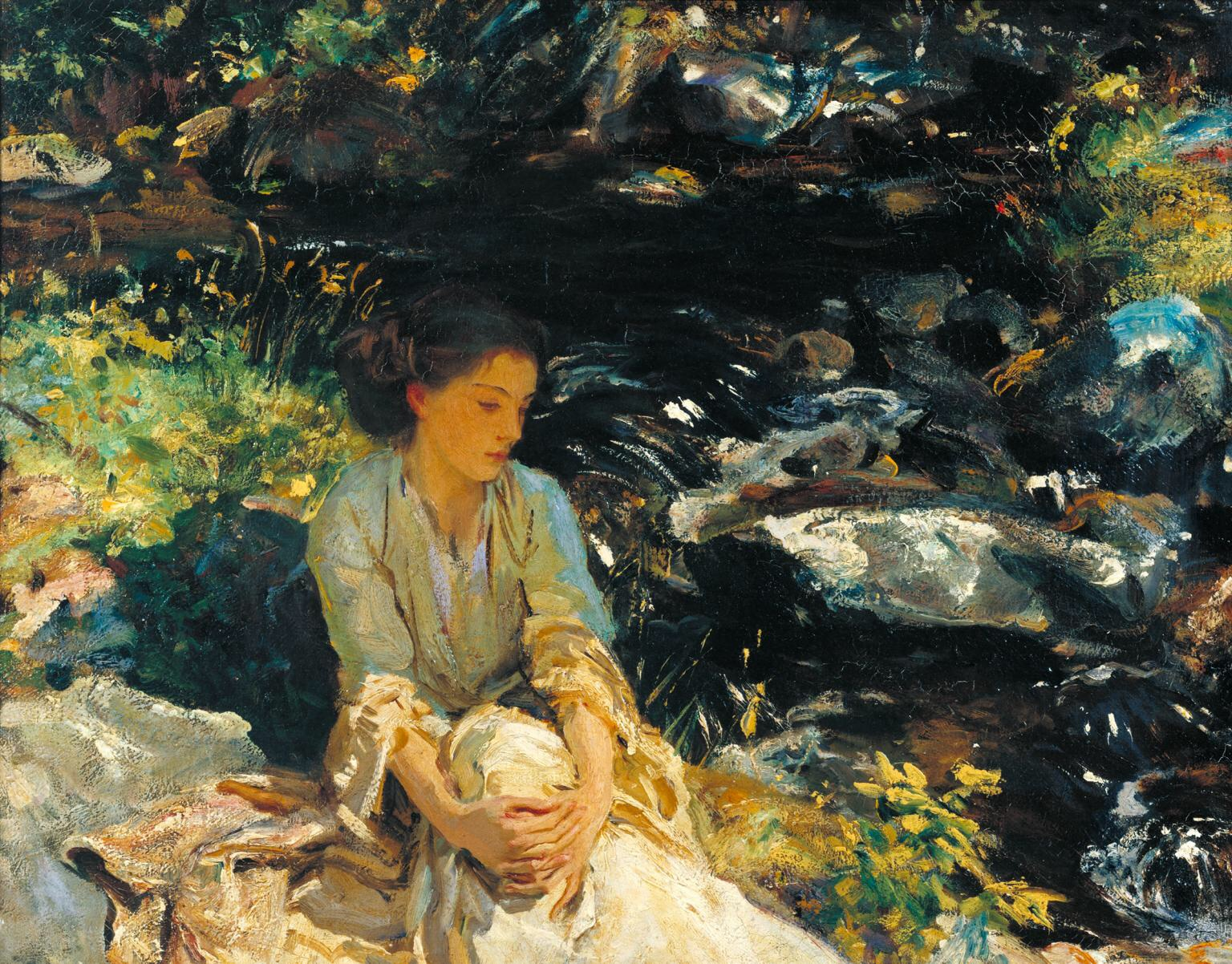
Sargent: The Black Brook, ander portret van Rose-Marie Osmond, 1908, Tate Gallery.

Als alle vrouwenportretten van Sargent, straalt ook Nonchaloir een zeker vrouwelijk zelfbewustzijn uit. Tegelijkertijd lijkt er, meer dan in zijn vroegere werken, sprake van een zekere onrust. Gesuggereerd is wel dat die onrust te maken kan hebben met de toenmalige tijdsgeest, die zich kenmerkte door een zekere weemoed over vervlogen tijden en een ongedefinieerde angst voor snelle verandering. In het licht van de rampspoed waarmee Rose-Marie korte tijd later te maken zou krijgen krijgt deze gedachte een extra dimensie.

## Historie
Sargent exposeerde Nonchaloir in 1911 te Londen, bij de "New English Art Club", en in 1912 in Washington D.C., bij de Corcoran Gallery of Art. Na de expositie in Londen werd het werk voor 300 pond verworven door de Duits-Amerikaanse zakenman en kunstverzamelaar Hugo Reisinger, die het werk echter pas in december 1912 in bezit kreeg. Correspondentie van Sargent aan de Londense kunsthandelaar Lewis Hinds, die als tussenpersoon optrad, wijst uit dat Sargent na de eerste expositie in Londen en de uiteindelijke overdracht nog wijzigingen heeft aangebracht in hoofd en handen, teneinde deze beter uit te laten komen.
In 1948 werd het werk door Reisingers zoon Carl-Hugo geschonken aan de National Gallery of Art te Washington D.C., waar het nog steeds te zien is.